# Želomir Bloch
Želomir Bloch (zm. 2 sierpnia 1943 w Treblince) – słowacki Żyd, fotograf, porucznik armii czechosłowackiej, jeden z przywódców powstania w Treblince.

## Życiorys
Przed wybuchem II wojny światowej mieszkał w Preszowie. Z zawodu był fotografem. W okresie międzywojennym służył w szeregach armii czechosłowackiej, awansując do stopnia porucznika. Wiosną 1942 roku na mocy porozumienia zawartego przez III Rzeszę z marionetkowym Państwem Słowackim został wraz z żoną i tysiącami innych słowackich Żydów wysiedlony do okupowanej Polski. Blochowie trafili do Dęblina, z którego kilka miesięcy później zostali wywiezieni do obozu zagłady w Treblince. Jego żona została zamordowana natychmiast po przyjeździe do obozu. On sam uniknął śmierci w komorze gazowej, gdyż w trakcie „selekcji” został wybrany do pracy w komandach roboczych. 
Początkowo był więziony na terenie „dolnego obozu”, obejmującego strefę przyjęć oraz strefę administracyjno-mieszkalną. W obozie znano go pod przydomkiem „Želo”. Stał się wkrótce nieformalnym liderem grupy czechosłowackich Żydów oraz jednym z najbardziej szanowanych więźniów w obozie. Niemcy powierzyli mu funkcję vorarbaitera (brygadzisty) zespołu pracującego w baraku „A”, którego zadaniem było sortowanie odzieży odebranej ofiarom. Podobnie jak wielu innych więźniów zachorował w czasie epidemii tyfusu, zdołał jednak powrócić do zdrowia. Był jednym z członków założycieli konspiracyjnego Komitetu Organizacyjnego, który zawiązał się w Treblince na przełomie lutego i marca 1943 roku. Ze względu na swe doświadczenie wojskowe stał się nieformalnym ekspertem Komitetu do spraw militarnych.
W drugiej połowie marca 1943 roku wraz z innym działaczem Komitetu, Adolfem Friedmanem, został pozbawiony stanowiska brygadzisty i przeniesiony do „górnego obozu”, czyli strefy eksterminacji, w której znajdowały się komory gazowe i masowe groby. Oficjalnie była to kara za zaginięcie 73 pakunków z męskimi marynarkami, które przechowywano w podległym mu magazynie. Więźniowie byli jednak przekonani, że w rzeczywistości Niemcy obawiali się talentów przywódczych Blocha. Skierowanie do „górnego obozu” było w oczach więźniów równoznaczne z wyrokiem śmierci. Niemniej Bloch i Friedman nie tylko przetrwali pobyt w obszarze zagłady, lecz wkrótce awansowali do funkcji vorarbaiterów (według niektórych źródeł Bloch miał nawet zostać kapo). Mimo niesprzyjających warunków przystąpili także do organizowania ruchu oporu i przygotowywania – w porozumieniu z kolegami z „dolnego obozu” – planów zbrojnego buntu.
Powstanie w Treblince wybuchło 2 sierpnia 1943 roku. Tego dnia Bloch kierował działaniami powstańców na terenie „górnego obozu”. Najprawdopodobniej zginął w czasie walki. Był widziany po raz ostatni, gdy ogniem zdobytego karabinu osłaniał ucieczkę kolegów.